# Purple Hearts (trilha sonora)
Purple Hearts (Original Soundtrack) é a trilha sonora oficial do filme Purple Hearts de 2022. Sofia Carson, que atua no papel principal como Cassie no filme original da Netflix, interpretou todas as oito músicas da trilha sonora e coescreveu as quatro primeiras faixas ao lado do indicado ao Grammy Justin Tranter. O álbum foi lançado em 29 de julho de 2022 pela Hollywood Records precedido pelo single principal, "Come Back Home", lançado em 12 de julho de 2022. O videoclipe da música foi lançado em 3 de agosto de 2022.

## Composição e gravação
Em agosto de 2021, foi anunciado que Carson estrelaria Purple Hearts, para o qual ela também escreveria e interpretaria a trilha sonora. Em uma entrevista exclusiva ao The Hollywood Reporter, Carson revelou que a Netflix e sua equipe de produção confiaram nela a música e a escolha de seus parceiros de composição. O primeiro que ela procurou foi Justin Tranter.
Em entrevista à Billboard, Carson explicou que ela compõe músicas desde os onze anos, mas ela só havia escrito músicas sobre si mesma, não do ponto de vista de outra pessoa. Na entrevista, ela diz: "Eu definitivamente estava escrevendo do ponto de vista de Cassie. Queríamos capturar essa essência de Cassie, a inspiração seria com base nas coisas que estavam acontecendo com ela em sua vida."
Ao falar com o The Wrap, Carson disse que a primeira música que Tranter e ela escreveram foi "Hate the Way". Enquanto eles estavam escrevendo a trilha sonora, Carson explicou na entrevista que os dois trabalharam muito para garantir que Cassie fosse muito única e muito diferente de como Carson é com sua música, do jeito que ela fala e do jeito ela se comporta no palco. "Sabe, ela é independente. Ela é demais. Eu nunca fiz algo assim antes. Quando gravamos "Hate the Way", Justin disse: "Você nunca cantou assim antes. Acho que encontramos a voz de Cassie". E foi muito emocionante."

## Promoção e lançamento
Em junho de 2022, a Netflix lançou a primeira prévia do filme que mostra Cassie tocando "Come Back Home" em seu piano durante uma videochamada com Luke. O trailer do filme foi lançado em 12 de julho de 2022, mesmo dia em que a Hollywood Records lançou "Come Back Home" como o primeiro single. Dois videoclipes para a música foram lançados, um em 3 de agosto de 2022, uma versão despojada da música, no videoclipe Sofia canta e toca seu piano na mesma praia em que se passa o filme, onde também são apresentadas cenas de Cassie com Luke, e o outro, lançado em 5 de agosto de 2022, mostra a apresentação completa da banda de Cassie, The Loyal, em Oceanside, Califórnia, fora dos portões do Camp Pendleton.

## Lista de músicas
Exceto onde indicado, todas as faixas são escritas por Daniel Crean, Eren Cannata, Justin Tranter, Skyler Stonestreet e Sofia Carson, e produzidas por Cannata e Crean.
| N.º            | Título                      | Compositor(es) | Duração |  |
| 1.             | "Come Back Home"            | | 2:56    |  |
| 2.             | "I Hate the Way"            | | 3:13    |  |
| 3.             | "Blue Side of the Sky"      | | 3:02    |  |
| 4.             | "I Didn't Know"             | | 3:03    |  |
| 5.             | "Feel It Still"             | Asa Taccone Brian Holland Eric Howk Frederick Gorman Georgia Dobbins Jason Wade Sechrist John Baldwin Gourley John Hill (producer) Kyle O'Quin Robert Bateman William Garrett Zachary Carothers Zoe Manville English | 2:24    |  |
| 6.             | "Sweet Caroline"            | Neil Diamond | 2:18    |  |
| 7.             | "I Hate the Way (Stripped)" | | 3:41    |  |
| 8.             | "Come Back Home (Stripped)" | | 2:41    |  |
| Duração total: | Duração total:              | Duração total: | 23:22   |  |

## Paradas
| Parada (2022)                      | Posição de pico |
| ---------------------------------- | --------------- |
| Australian Albums (ARIA)           | 28              |
| Austrian Albums (Ö3 Austria)       | 16              |
| Belgian Albums (Ultratop Flanders) | 29              |
| Belgian Albums (Ultratop Wallonia) | 27              |
| Canadian Albums (Billboard)        | 68              |
| Dutch Albums (Album Top 100)       | 62              |
| French Albums (SNEP)               | 48              |
| German Albums (Offizielle Top 100) | 26              |
| Irish Compilations (OCC)           | 6               |
| Lithuanian Albums (AGATA)          | 25              |
| Spanish Albums (PROMUSICAE)        | 76              |
| Swiss Albums (Schweizer Hitparade) | 12              |
| UK Compilations (OCC)              | 7               |
| UK Digital Albums (OCC)            | 4               |
| UK Soundtrack Albums (OCC)         | 3               |
| US Billboard 200                   | 136             |
| US Soundtrack Albums (Billboard)   | 6               |